# Eiríkr Magnússon
Pour les articles homonymes, voir Magnusson.
Eiríkr Magnússon ou Eiríkur Magnússon (1er février 1833 - 24 janvier 1913) est un érudit islandais. Bibliothécaire à l'université de Cambridge, il enseigne le vieux norrois à William Morris et traduit de nombreuses sagas islandaises en anglais. Il joue un rôle important dans le mouvement d'étude de l'histoire et de la littérature scandinave dans l'Angleterre victorienne.